# Jamie Rose
Jamie Rose, est une actrice américaine, née le 26 novembre 1959 à New York (États-Unis).

## Biographie

### Jeunesse & enfance
Jamie Rose est née le 26 novembre 1959 à New York (États-Unis).

### Carrière
Elle a joué dans plusieurs séries télévisées et des films, dont Falcon Crest (1981) et Lady Blue (1985) et Chopper Chicks in Zombietown (en) (1989), où Billy Bob Thornton joue son premier rôle dans un film majeur. Elle mesure 1,70 m.

### Étudiante
Elle a travaillé comme professeur auxiliaire à l'université d'État de Californie à Northridge, où elle a enseigné deux cours de théâtre en ligne, un cours d'introduction au théâtre et un cours de littérature dramatique.

### Vie privée

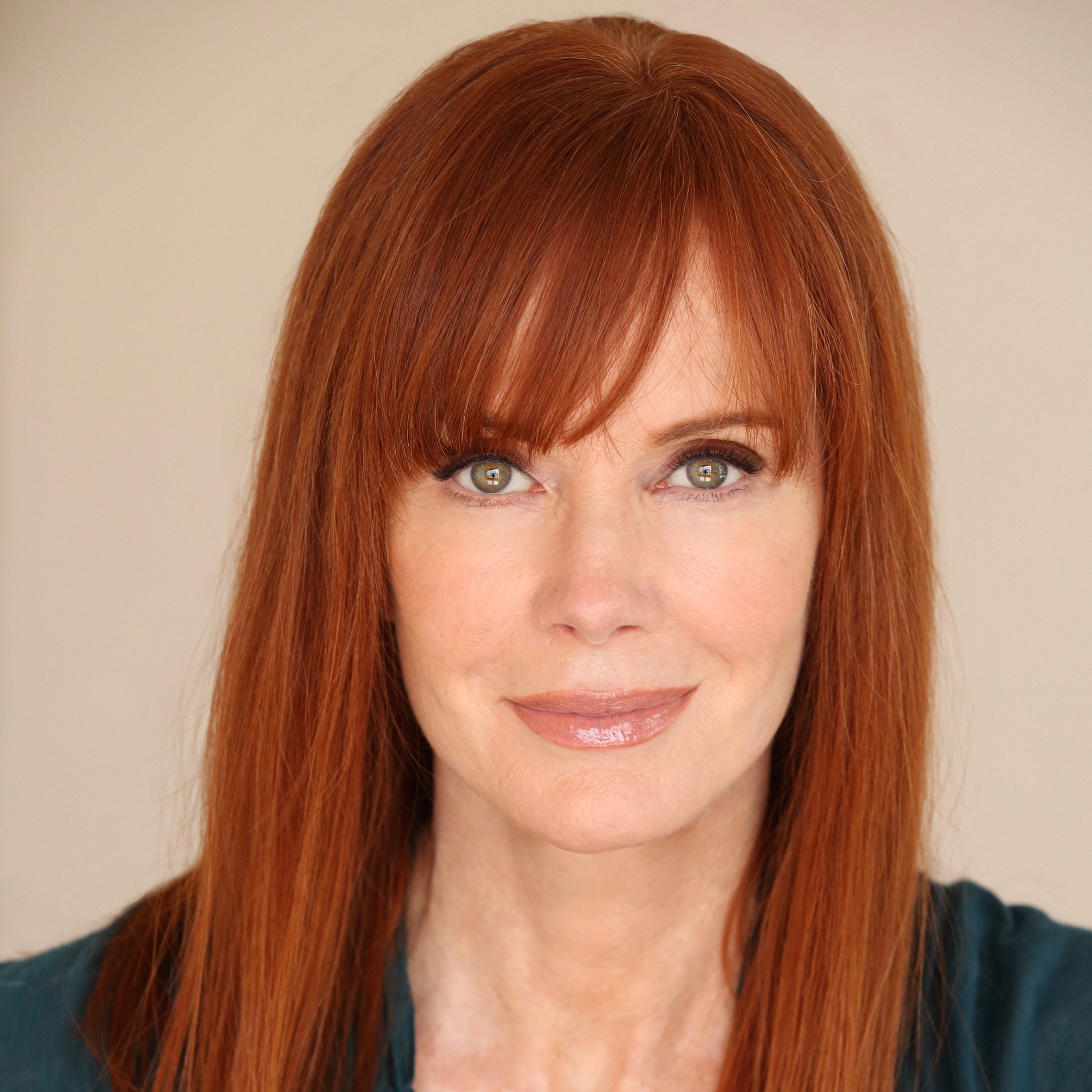
Jamie Rose en 2015.

Son premier mari, James Orr, du 14 juin 1986 au 1er juillet 1988.
Son second mari, Kip Gilman, du 21 août 2006 à aujourd'hui.
Elle a écrit un livre au sujet de ses expériences d'apprentissage du tango et comment cela a affecté sa relation, Shut Up And Dance!: The Joy of Letting Go of the Lead-On the Dance Floor and Off a été publié le 15 septembre 2011.  (ISBN 978-1-58542-889-2).

## Filmographie

### Cinéma
- 1981 : Survivance (Just Before Dawn) de Jeff Lieberman : Megan
- 1984 : La Corde raide (Tightrope) de Richard Tuggle : Melanie Silber
- 1984 : Heartbreakers de Bobby Roth Libby
- 1985 : Rebel Love de Milton Bagby : Columbine Cromwell
- 1989 : Happy End de Milos Radovic : rôle inconnu
- 1989 : Chopper Chicks in Zombietown (en) de Dan Hoskins : Dede
- 1990 : Schizo (Playroom) de Manny Coto : Marcy
- 1991 : To Die Standing de Louis Morneau : Constance Bigelow
- 1996 : The Chain de Luca Bercovici (en) : Ellen Morrisey
- 2000 : Vacances sous les tropiques (Holiday in the Sun) (direct-to-video) de Steve Purcell : Judy
- 2012 : Route 30, Too! de John Putch : Dot
- 2012 : Atlas Shrugged: Part II de John Putch : Sara Connelly
- 2014 : Route 30, Three! de John Putch : G-Woman

### Télévision

#### Téléfilm
- 1981 : Twirl de Gus Trikonis : Lisa Hines
- 1981 : The Wave d'Alexander Grasshoff : Andrea
- 1982 : Six mois pour tout apprendre (In Love with an Older Woman) de Jack Bender : Debbie
- 1984 : Flight 90: Disaster on the Potomac de Robert Michael Lewis : Marilyn Nichols
- 1985 : Lady Blue de Gary Nelson : dét. Katy Mahoney
- 1990 : La femme blessée (Voices Within: The Lives of Truddi Chase) de Lamont Johnson : mère de Truddi
- 1991 : Brotherhood of the Gun de Vern Gillum : Kate
- 1996 : Phase terminale (Terminal) de Larry Elikann : Sheila Adamson
- 1996 : Omission (My Son Is Innocent) de Larry Elikann : Joann Brodsky
- 1996 : Les Yeux du mensonge (Lying Eyes) de Marina Sargenti : Elizabeth Bradshaw
- 1999 : Abus de confiance (The Test of Love) de Larry Peerce : Judith Evans
- 2006 : L'ABC du meurtre : Au cœur du scandale ('Murder 101: College Can Be Murder) de Christian I. Nyby II : Muriel Coe (non crédité)
- 2007 : Premiers doutes (Primal Doubt) de Yelena Lanskaya : Dr Marianne Thorne

#### Série télévisée
- 1967 : Cher oncle Bill (saison 2, épisode 07 : Fat, Fat, the Water Rat) : une fille (non créditée)
- 1968 : Les Arpents verts (Green Acres) (saison 3, épisode 22 : My Mother, the Countess) : une fille
- 1981 - 1983 : Falcon Crest (saison 1 et 2 : 44 épisodes) : Vickie Gioberti / Vickie Hogan
- 1983 : L'Île fantastique (Fantasy Island) (saison 7, épisode 01 : Voulez-vous m'épouser ?) : Virginia 'Ginny' Smith
- 1984 : Paper Dolls : (saison 1, épisode 11) : Connor Crossland
- 1984 : Matt Houston (saison 3, épisode 05 : Amnésie) : Rhonda
- 1984 : Jessie (saison 1, épisode 03 : Mauvais karma) : Kit Parnell
- 1985 : Simon et Simon : Stephanie
  - (saison 4, épisode 16 : Simon sans Simon - 1re partie)
  - (saison 4, épisode 17 : Simon sans Simon - 2e partie)
- 1985 : Histoires fantastiques (Amazing Stories) (saison 1, épisode 12 : Vanessa) : Mme Northrup
- 1985 - 1986 : Lady Blue (14 épisodes) : dét. Katy Mahoney
- 1985 - 1988 : Hôtel (Hotel) :
  - (saison 2, épisode 19 : Passés Composés) : Brook Hastings
  - (saison 5, épisode 12 : Power Play) : Kate Marris
- 1986 : Hôpital St Elsewhere : Dr Susan Birch
  - (saison 5, épisode 02 : When You Wish Upon a Scar)
  - (saison 5, épisode 03 : A Room with a View)
  - (saison 5, épisode 05 : You Beta Your Life)
  - (saison 5, épisode 06 : Not My Type)
- 1987 : Duet : Rachel
  - (saison 1, épisode 07 : Fugue)
  - (saison 1, épisode 08 : Interlude)
- 1988 : Valerie (saison 4, épisode 03 : Dad's First Date) : Peggy Hayes
- 1989 : Pas de répit sur planète Terre (saison 1, épisode 02 : Le voleur malgré lui) : Dr. Laura Rowlands
- 1990 : Duo d'enfer (saison 1, épisode 11 : The Angel of Death) : Samantha Douglas
- 1990 : Mes deux papas : Sarah
  - (saison 3, épisode 14 : Bye Bye Baby)
  - (saison 3, épisode 22 : See You in September?)
- 1990 : Broken Badges (saison 1, épisode 06 : Goût fraise) : Sarah Bakum
- 1988 - 1993 : Arabesque (Murder, She Wrote)
  - (saison 5, épisode 04 : La Neige ensanglantée) : Anne Lowery
  - (saison 7, épisode 14 : Qui a tué Jessica ?) : Lisa McCauley
  - (saison 9, épisode 16 : Au seuil de la folie) : Laura Martin
- 1991 : Columbo (saison 11, épisode 01 : Meurtre au champagne) : Nancy Brower
- 1992 : Guerres privées (saison 2, épisode 04 : Drone of Arc) : Adriana
- 1993 : The Second Half (Same Bet Next Year (1993) ... Toni
- 1994 - 1995 : Chicago Hope: La Vie à tout prix : Inspecteur Stacey Halmora
  - (saison 1, épisode 04 : Le Droit à la vie)
  - (saison 1, épisode 08 : Une mort digne)
  - (saison 1, épisode 09 : Défaillances)
- 1995 : The Watcher (saison 1, épisode 03 : Heartburned)
- 1996 : L'Homme de nulle part (Nowhere Man) (saison 1, épisode 19 : Usurpation) : Claire Hillard
- 1994 - 1996 : Le Rebelle (Renegade) :
  - (saison 2, épisode 16 : Une semaine mouvementée) : Tanya Mason
  - (saison 4, épisode 20 : La Maison de poupée) : Jill Tanner/Jody Whitley
- 1996 - 1997 : The Sentinel : Lt. Sheila Irwin
  - (saison 2, épisode 03 : Partenaires)
  - (saison 2, épisode 13 : La Meute)
- 1997 : JAG (saison 2, épisode 15 : Rendez-vous) : Liz Holst
- 1997 : Ally McBeal (saison 1, épisode 06 : La Promesse) : Sandra Winchell
- 1997 : Walker, Texas Ranger : Sarah Rose
  - (saison 6, épisode 06 : Le Dernier des aventuriers (Partie 1))
  - (saison 6, épisode 07 : Le Dernier des aventuriers (Partie 2))
- 1994 - 1997 : Viper :
  - (saison 1, épisode 04 : Onde de choc) : Gloria
  - (saison 3, épisode 09 : Conduite en état d'ivresse) : Marian Franklin
- 1994 - 1997 : Code Lisa (Weird Science) : agent Molly
  - (saison 3, épisode 14 : L'Homme volant)
  - (saison 5, épisode 16 : L'Insistance des Steve)
- 1993 - 1998 : Les Dessous de Palm Beach (Silk Stalkings) :
  - (saison 2, épisode 12 : Faites de beaux cauchemars) : Jasmine/Catherine Hayworth
  - (saison 6, épisode 03 : Vice de procédure) : Patricia Van Barrow
  - (saison 8, épisode 11 : Meurtre à retardement) : Jacqueline "Jackie" Webster
- 1999 : 2267, ultime croisade (saison 1, épisode 07 : Les Règles du jeu) : Cynthia Allen
- 2000 : New York Police Blues (saison 7, épisode 13 : La Femme en morceaux) : Nicki Cameron
- 2002 : The Court (saison 1, épisode 05 : A Wing and a Prayer) : Ms. Rockland
- 2003 : Dragnet (saison 1, épisode 09 : Sans l’ombre d’une trace) : Andrea Furnell
- 2005 : Urgences (saison 11, épisode 20 : Être là) : Marilyn Bracken
- 2007 : Cold Case : Affaires classées (saison 5, épisode 05 : Complices) : Melissa Canter '07
- 2008 - 2009 : In2ition (9 épisodes) : Mrs. Fox
- 2008 : Dr House (saison 5, épisode 01 : Parle avec lui) : Patty Michener
- 2008 : Mon oncle Charlie (saison 5, épisode 17 : Amour à mort) : Sloane Jagov
- 2012 : Esprits criminels (saison 8, épisode 04 : Le Complexe de Dieu) : Linda Nelson
- 2013 : Franklin and Bash (Franklin & Bash) (saison 3, épisode 05 : Des chiffres et des hommes) : Juge Helen Daniels